# Poulet au vinaigre
Pour les articles homonymes, voir Poulet.
Pour plus de détails, voir Fiche technique et Distribution.
Poulet au vinaigre est un film policier français réalisé par Claude Chabrol, sorti en 1985.

## Synopsis
Dans une petite ville de Normandie, Louis Cuno (Lucas Belvaux), un jeune postier au comportement curieux et sa mère (Stéphane Audran), infirme et à demi folle subissent les assauts répétés de trois notables locaux : Hubert Lavoisier (Michel Bouquet), le notaire, Philippe Morasseau (Jean Topart), le médecin et Gérard Filiol (Jean-Claude Bouillaud), le boucher, afin qu'ils acceptent de leur vendre leur propriété.
La jeune postière délurée, Henriette Uriel (Pauline Lafont), qui sait bien ce qu'elle veut obtenir de Louis, noue une idylle avec lui.
À la suite d'un accident mortel qui coûte la vie à Filiol, mais qui ressemble fort à un crime, l'inspecteur Jean Lavardin (Jean Poiret), amateur de bonne chère (notamment d’œufs au plat avec du paprika), arrive pour enquêter. Ses méthodes peu orthodoxes lui permettent de bientôt mettre au jour une affaire très sérieuse de magouilles immobilières, émaillées par des morts mystérieuses, des disparitions et de sombres rancunes.

## Fiche technique
- Titre original : Poulet au vinaigre
- Réalisation : Claude Chabrol, assisté de Pierre-François Duméniaud et d'Aurore Chabrol
- Scénario : Claude Chabrol et Dominique Roulet d'après son roman Une mort en trop
- Décors : Françoise Benoît-Fresco
- Costumes : Magali Fustier-Dray
- Photographie : Jean Rabier
- Son : Jean-Bernard Thomasson
- Montage : Monique Fardoulis
- Musique : Matthieu Chabrol et Dominique Zardi
- Production : Marin Karmitz
- Société de production : MK2 Productions
- Société de distribution : MK2 Diffusion
- Pays d'origine :  France
- Langue originale : français
- Format : couleur — 35 mm — son Mono
- Genre : policier
- Durée : 110 minutes
- Date de sortie : France : 10 avril 1985

## Distribution
- Jean Poiret : inspecteur Jean Lavardin
- Stéphane Audran : Madame Cuno
- Lucas Belvaux : Louis Cuno
- Michel Bouquet : Hubert Lavoisier
- Caroline Cellier : Anna Foscarie, amie de Delphine
- Jean Topart : Docteur Philippe Morasseau
- Pauline Lafont : Henriette Uriel
- Josephine Chaplin : Delphine Morasseau, épouse de Philippe, amie d'Anna
- Jean-Claude Bouillaud : Gérard Filiol
- Andrée Tainsy : Marthe
- Jacques Frantz : Alexandre Duteil
- Henri Attal : l'employé de la morgue
- Marcel Guy : le maître d'hôtel
- Dominique Zardi : Henri Rieutord, chef de poste
- Jean-Marie Arnoux : le client du café
- Albert Dray : André, le barman

## Production

### Tournage
Le film a été tourné en sept semaines à Forges-les-Eaux, à l'automne 1984, avec un petit budget, mais a néanmoins reçu d'excellentes critiques, notamment enthousiastes quant à la prestation de Jean Poiret.

## Autour du film
- Bien qu'il s'agisse du rôle majeur du film, le personnage de Lavardin n'apparaît qu'au bout de 41 minutes.

### Suite
L'année suivante, un second film, Inspecteur Lavardin, fut réalisé par Chabrol, toujours avec Jean Poiret en tant que personnage principal. Ces deux longs-métrages furent suivis d'une série télévisée en quatre épisodes, Les Dossiers de l'inspecteur Lavardin.

## Annexe

### voir aussi
- pour la plat : poulet au vinaigre (plat)